# 滨松基地

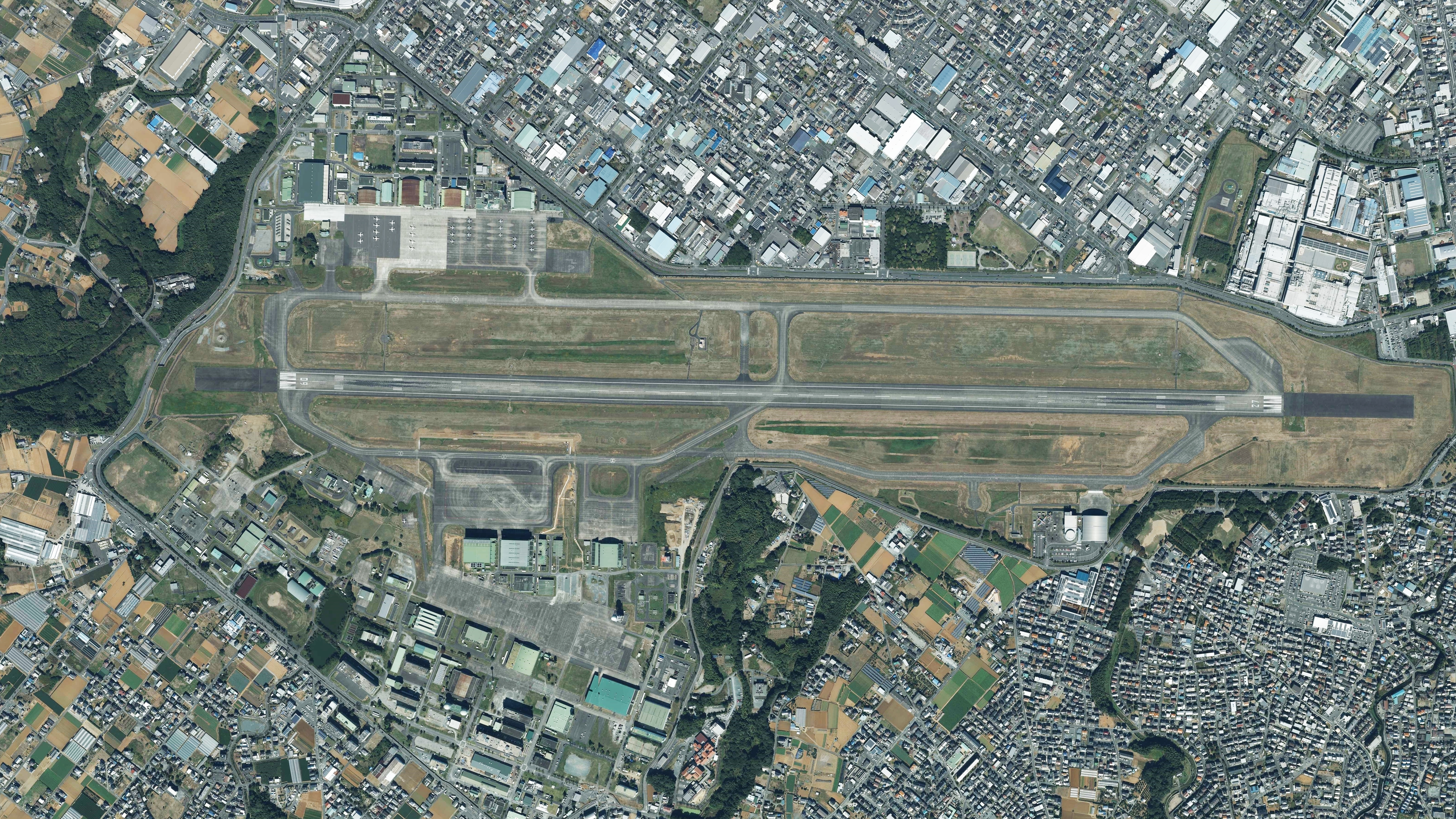
濱松基地航空攝影（2021年）

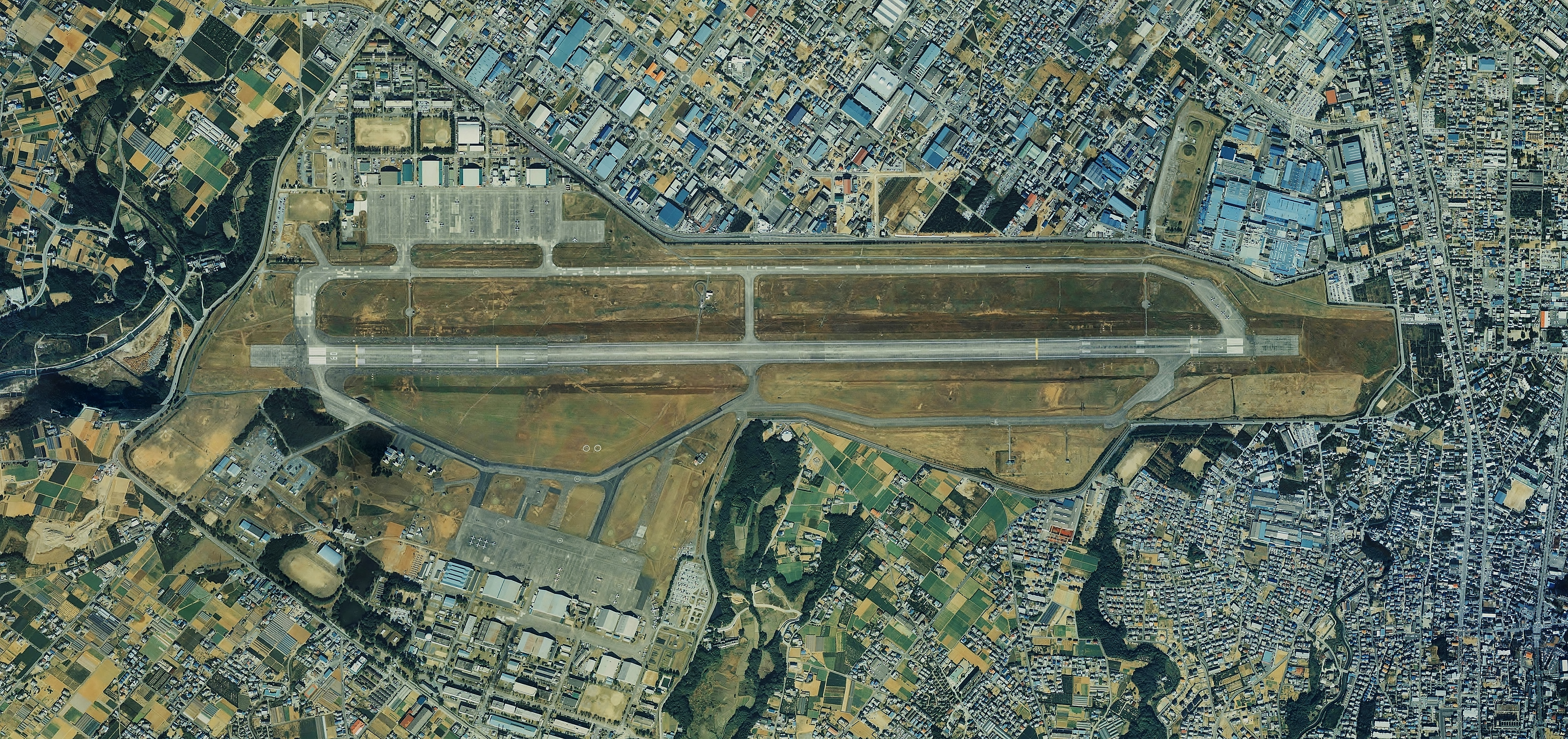
濱松基地航空攝影組合照。（1988年撮影の8枚を合成作成）

濱松基地（はままつきち、JASDF Hamamatsu Airbase），是位於日本靜岡縣濱松市中央區西山町無番地的航空自衛隊基地。過去以濱松飛行場為中心並排設置南、北基地，現今已整合為同一個基地。
濱松基地過去曾經基於空防需求進駐過戰鬥機部隊，現今則為航空自衛隊新進飛行員的搖籃－第1航空團的駐地。另外預警機部隊警戒航空團第602飛行隊等單位也駐留在該基地。
基地司令官由第1航空團司令官兼任。

## 基地沿革

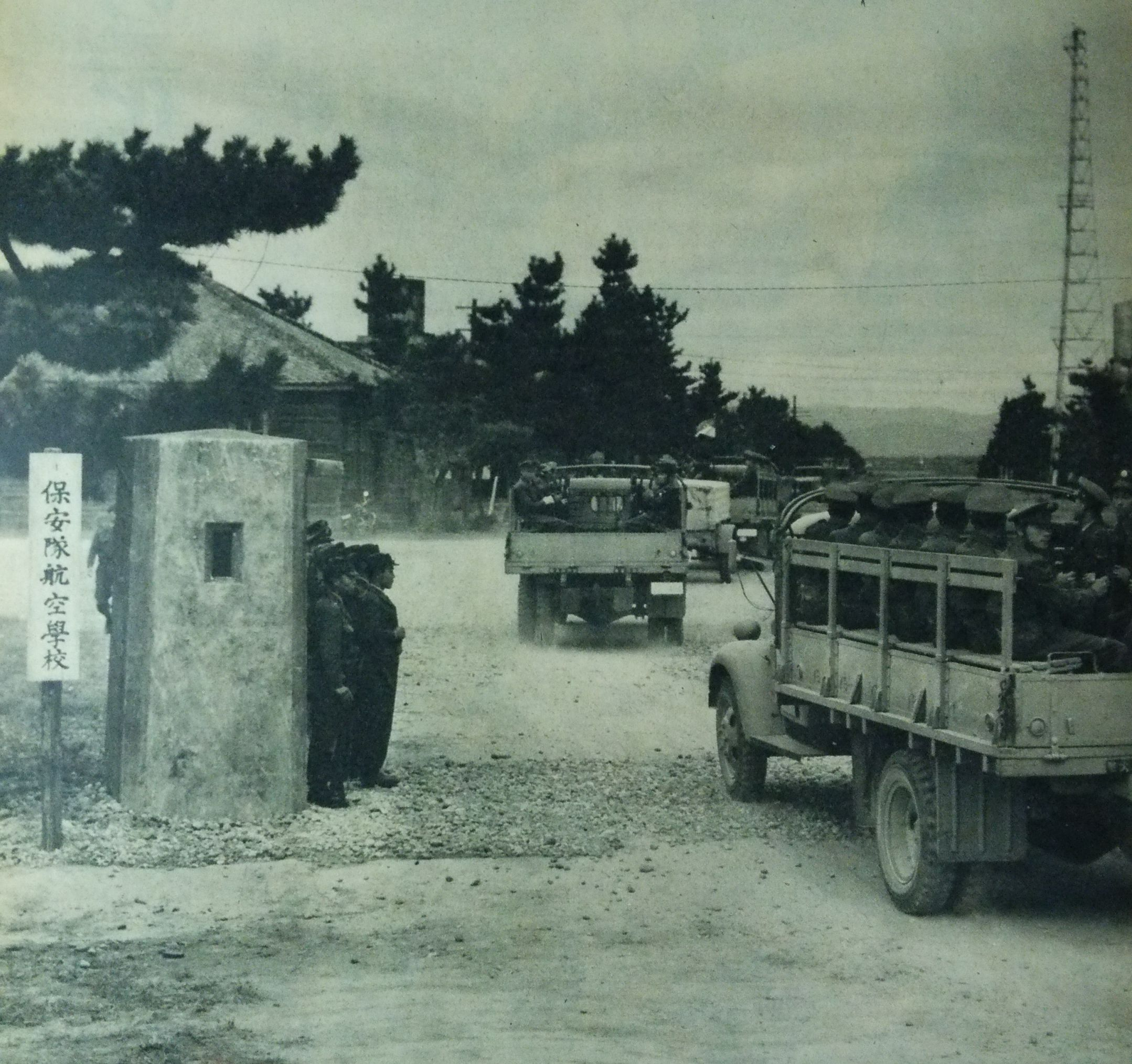
1952年10月、保安隊航空學校設成立

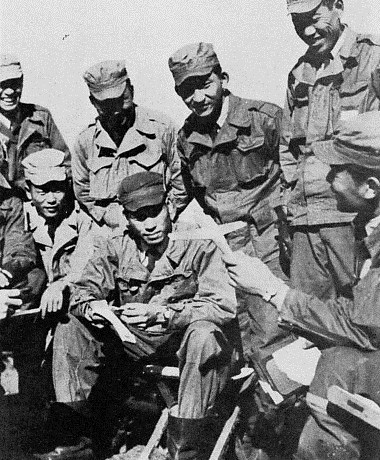
保安隊航空學校的學生（1954年2月）

### 日本陸軍飛行學校
濱松基地的前身為日本陸軍的濱松陸軍飛行學校，最初為陸軍第一支轟炸機部隊飛行第7連隊練習部（訓練隊）的起降場。惟因適合的轟炸教練機延遲配備，導致連隊雖然早在1925年（大正14年）5月1日即編成，卻直到隔年10月才從東京府北多摩郡立川町移防並進駐靜岡縣濱名郡曳馬村（今濱松市中央區中心地帶）的現今基地所在。
1933年（昭和8年）8月1日，配合陸軍飛行學校令改正（軍令陸第10號）及施行，濱松陸軍飛行學校成立。該校專門訓練轟炸機機組人員，直到太平洋戰爭末期的1944年（昭和19年）6月，為因應戰況，濱松飛行學校改編為戰訓同步進行的濱松教導飛行師團。
1945年（昭和20年）4月，為了準備本土決戰，航空總軍司令部編成，統一指揮所有陸軍航空部隊，濱松教導飛行師團亦納入航空總軍麾下，並預定在決號作戰參加針對小笠原方面敵方航空基地的夜間攻擊。
同年4月18日、濱松陸軍飛行學校廢止。7月10日，原陸軍飛行學校改編之教導飛行師團，其訓練單位與作戰單位分離改編。各地教導飛行師團統合成為無冠上地名的教導飛行師團，並在其麾下設置第1至第6教導飛行隊。濱松教導飛行師團因此變更番號為第4教導飛行隊。
8月、御前會議決定接受波茨坦公告、8月15日中午玉音放送播出，日本宣布無條件投降，太平洋戰爭結束。8月18日，陸軍全軍之作戰任務解除，各部隊逐次解散復員。
9月，美軍進駐並接收濱松飛行場，此後美軍將該地做為緊急降落預備機場使用。

### 濱松駐屯地
1952年（昭和27年）10月15日，美軍歸還濱松飛行場後，由警察預備隊改組的日本保安隊進駐，保安隊在此設立濱松駐屯地，成立保安隊航空學校（日後之陸上自衛隊航空學校的前身）。隔年11月20日，獨立第81特科大隊（日後之陸上自衛隊第107及第116高射特科大隊的基幹）自針尾駐屯地移防至濱松駐屯地。
1954年（昭和29年）1月10日，保安隊第3管區航空隊於濱松駐屯地編成。同年7月1日，隨保安隊改制，由陸上自衛隊管轄濱松駐屯地。9月10日第3管區航空隊更改番號為第3航空隊，並配合美軍歸還八尾機場，自濱松駐屯地移防至兵庫縣伊丹駐屯地八尾分屯地。
9月25日，第116特科大隊（配備M2 90mm高射砲）編成。10月20日，該大隊移防北海道東千歳駐屯地。
1955年（昭和30年）7月15日，為配合將濱松駐屯地移交給航空自衛隊，從保安隊航校改編的陸上自衛隊航空學校移防三重縣明野駐屯地，同年8月1日，濱松駐屯地移交航空自衛隊，濱松駐屯地廢止。9月20日，航空自衛隊濱松基地設立。

### 濱松基地（昭和）
在濱松基地正式掛牌前一年，空自部份的教育機構包括操縱學校、幹部學校、整備學校及通信學校等，已經陸續在濱松駐屯地設立。防衛廳技術研究所航空機試驗場亦在濱松設立。因此基地設立後，上述單位就順勢以濱松為駐地，直到後期移防、遷校或廢止為止。
1955年（昭和30年）3月1日，臨時教材整備隊編成，該單位負責空自教育機關的教具製作。9月濱松基地掛牌後，即更改番號為教材整備隊。10月17日，基地開始噴射機整備人員教育。11月1日，航空自衛隊操縱學校更改番號為航空自衛隊第1操縦學校。12月1日，航空團及實驗航空隊編成。
1956年（昭和31年）4月1日，第1操縦學校移防山口縣小月基地。同年10月1日，航空團更改番號為第1航空團。下轄配備F-86F戰鬥機的實戰部隊第1飛行隊及第2飛行隊，第2航空團及第3飛行隊亦在濱松編成。
1957年（昭和32年）1月9日，第2航空團麾下的2架F-86F於訓練中空中相撞，墜毀於天龍川河口，1名飛行員殉職。這是濱松基地設立以來的首起事故。同年3月31日，實驗航空隊移防岐阜縣岐阜基地。8月1日，技術研究所航空機試驗場亦移防至岐阜。9月2日，第3飛行隊移防北海道千歳基地
1957年6月4日，第1航空團麾下的1架T-33A教練機於起飛時失事，2名飛行員殉職。短短2週後的6月19日，第2航空團也發生1架F-86F戰鬥機於夜間訓練時在天龍川南方空域墜海的事故，1名飛行員殉職。有鑑於上述意外，空自於9月2日設立濱松管制分遣隊及濱松氣象分遣隊。同日，第2航空團移防至千歳基地。
1958年（昭和33年）1月16日，空自於濱松接收4架F-86D全天候攔截機，從此空自開始具備全天候作戰能力。同年3月18日，臨時救難航空隊於濱松設立。8月1日，濱松基地廢止，改設置濱松南及濱松北基地。第1航空團、濱松管制分遣隊及濱松氣象分遣隊移防北基地，留在南基地的臨時救難航空隊更改番號為救難航空隊。10月1日，救難教育隊及救難整備隊成軍。
1959年（昭和34年）6月1日，以下4個單位更改番號：
1. 航空自衛隊整備學校更改番號為航空自衛隊第1術科學校（日语：航空自衛隊第1術科学校）。
2. 航空自衛隊通信學校更改番號為航空自衛隊第2術科學校（日语：航空自衛隊第2術科学校）。
3. 濱松管制分遣隊更改番號為濱松管制隊。
4. 濱松氣象分遣隊更改番號為濱松氣象隊。

1960年（昭和35年）3月4日，7架F-86F在濱松基地進行特技飛行表演。其成果獲得航空幕僚長源田實空將的讚賞與認可。由於源田在戰前曾經率領海軍非正式3機表演隊「源田馬戲團」（源田サーカス）在日本各地表演特技飛行，在他的支持下，日後被稱為藍色衝擊波的空自飛行表演隊，於4月16日以特別飛行研究班之名成軍，隸屬第2飛行隊。而3月4日的演出被追認為隊史首次於濱松基地的公開展示飛行。
同年7月1日，救難航空隊本部移防琦玉縣入間基地。
1961年（昭和36年）7月15日，保安管制氣象團於東京都府中市府中基地編成，濱松管制隊及濱松氣象隊納入該單位管轄。
1962年（昭和37年）10月1日，術科教育本部於南基地編成。
1964年（昭和39年）12月28日，飛行教育集團司令部自栃木縣宇都宮機場移防進駐北基地。
1965年（昭和40年）11月20日，由於第2飛行隊即將於30日解散，特別飛行研究班改名為戰技研究班，並改隸於第1飛行隊麾下。
1969年（昭和44年）1月31日，教導高射隊於南基地編成，隸屬於航空總隊。
1970年（昭和45年）8月19日，發生全日空175號班機劫機事件。被劫持的班機於濱松基地緊急降落。
1971年（昭和46年）3月1日，救難教育隊移防愛知縣小牧基地，原小牧救難隊移防南基地，並更改番號為濱松救難隊。
1976年（昭和51年）10月1日，中部航空音樂隊於南基地編成。
1979年（昭和54年）3月3日，第1飛行隊隨F-86F退役解散。4月1日，原駐宮城縣松島基地第4航空團的第35飛行隊（配備T-33A）移防北基地。仍裝備F-86F的戰技研究班遂改隸於第35飛行隊麾下。
1981年（昭和56年）12月27日，伴隨隊上的F-86F退役，戰技研究班解散（翌年1月12日，戰技研究班於松島第4航空團第21飛行隊重設，並換裝T-2教練機）。濱松基地從此成為教育或支援部隊基地，不再有實戰部隊進駐。
1982年（昭和57年）11月14日，藍色衝擊波表演隊首次重返濱松並參加濱松基地航空祭（基地開放），但在特技飛行表演時發生墜機事故，1名飛行員殉職。
1985年（昭和60年）10月1日，第6移動警戒隊於南基地編成
1988年（昭和63年）9月20日，T-4教練機1號機接收，開始自T-33A更新為T-4的換裝作業。同年10月1日，臨時T-4教育飛行隊編成。

### 濱松基地（平成、令和）
1989年（平成元年）3月16日，在經過40年後，南、北基地整合，「濱松基地」重新掛牌成立。而伴隨著基地的重整，飛行教育集團及術科教育本部廢止，航空教育集團司令部設立，此後空自所有教育訓練部隊（包括第1航空團）皆由該單位管轄。另外，保安管制氣象團也隨著航空支援集團的成立，升級並分為航空保安管制群和航空氣象群，濱松管制隊及濱松氣象隊亦隨之改隸各自的上級單位。
同年4月17日，教導高射隊開始裝備MIM-104愛國者飛彈。
10月2日，臨時T-4教育飛行隊改編為第31教育飛行隊，這是空自第一支T-4飛行隊。
1990年（平成02年）3月31日，第32教育飛行隊成軍。
1991年（平成03年）3月26日，濱松的T-33A教練機進行了最後飛行，3月31日，第35飛行隊隨著麾下的T-33A退役而解散。
1995年（平成07年）12月3日，藍色衝擊波的T-2，於濱松進行最後一次的展示飛行。
1998年（平成10年）3月25日，E-767空中預警機1號機、2號機抵達。同年7月31日，教導高射隊廢止，改編為高射教導隊。
1999年（平成11年）3月25日，警戒航空隊司令部及第601飛行隊指揮部自岩手縣三澤基地移防濱松基地。警戒航空隊麾下的第601飛行隊第2飛行班（配備E-767）編成。
同年4月4日，航空自衛隊濱松宣傳館開館。
2000年（平成12年）4月，E-767預警機正式服役。同年4月13日，教材整備隊新廳舍落成。
2004年（平成16年）3月12日，航空教育集團司令部新廳舍落成。同年3月31日，第6移動警戒隊廢止。
10月3日，為配合「航空自衛隊建軍50周年」紀念，美國空軍雷鳥飛行表演隊飛抵濱松基地。惜乎因為天候狀況不佳，預定的特技飛行表演取消。
2005年（平成17年）3月31日，第601飛行隊第2飛行班改編為飛行警戒管制隊。
2008年（平成20年）5月，高射教導隊開始裝備愛國者3型防空飛彈。
2014年（平成26年）4月20日，警戒航空隊組織改編，飛行警戒管制隊改編為第602飛行隊。同年8月1日，配合航空戰術教導團編成，高射教導隊自航空總隊改隸於航空戰術教導團麾下，改編為高射教導群。
2018年（平成30年）10月30日，濱松基地聯合廳舍落成。
2020年（令和2年）3月26日，航空自衛隊第2術科學校廢止，校舍、資產及人員皆由航空自衛隊第1術科學校吸収。同日，警戒航空隊升格改編為「警戒航空團」。
2021年（令和3年）10月29日，原第3運輸航空隊麾下之第41教育飛行隊（T-400教練機）自鳥取縣美保基地移防至濱松基地，改隸於第1航空團麾下。。

## 駐防部隊
航空教育集團直轄
- 航空教育集團司令部
  - 第1航空團（日语：第1航空団）
    - 第31教育飛行隊（日语：第31教育飛行隊 (航空自衛隊)）：T-4
    - 第32教育飛行隊：T-4
    - 第41教育飛行隊（日语：第41教育飛行隊 (航空自衛隊)）：T-400

  - 航空自衛隊第1術科學校（日语：航空自衛隊第1術科学校）
  - 教材整備隊（日语：教材整備隊）

航空總隊直轄
- 警戒航空團（日语：警戒航空団）
  - 警戒航空團司令部
  - 飛行警戒管制群
    - 第602飛行隊（日语：第602飛行隊 (航空自衛隊)） : E-767

  - 第2整備群
- （航空戦術教導團）
  - 高射教導群（日语：高射教導群）
- （航空救難團（日语：航空救難団）飛行群）
  - 濱松救難隊（日语：浜松救難隊） :U-125A（日语：U-125 (航空機)）、UH-60JA（日语：UH-60J (航空機)#航空自衛隊）

中部航空方面隊麾下
- 中部航空音樂隊（日语：音楽隊 (航空自衛隊)）

航空支援集團麾下
- （航空保安管制群）濱松管制隊
- （航空氣象群（日语：航空気象群））濱松氣象隊

防衛大臣直轄
- （航空警務隊）濱松地方警務隊（空自憲兵隊）

## 濱松宣傳館
參見濱松宣傳館

## 航空祭（基地開放）

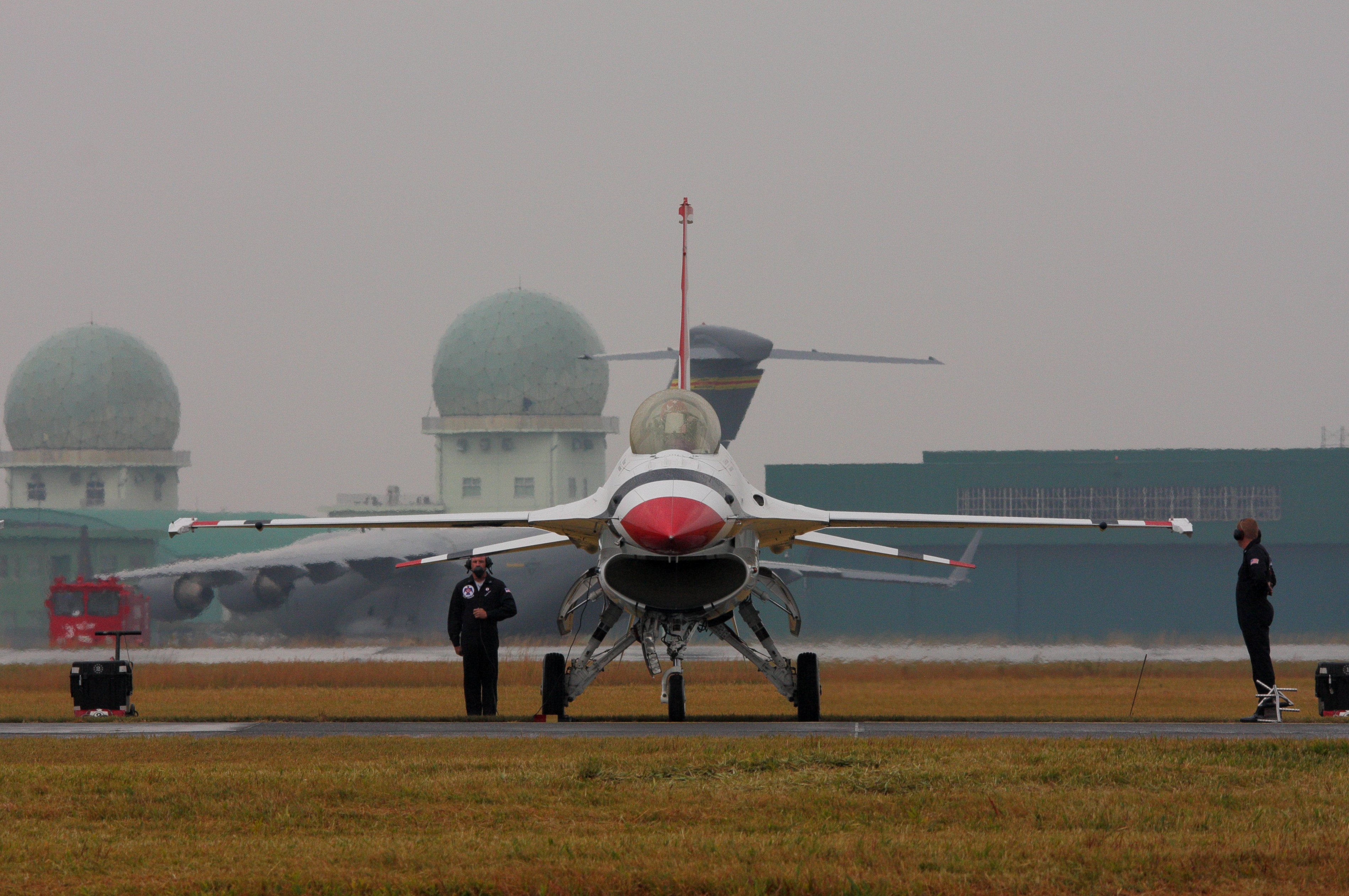
2009濱松航空祭上的雷鳥小組

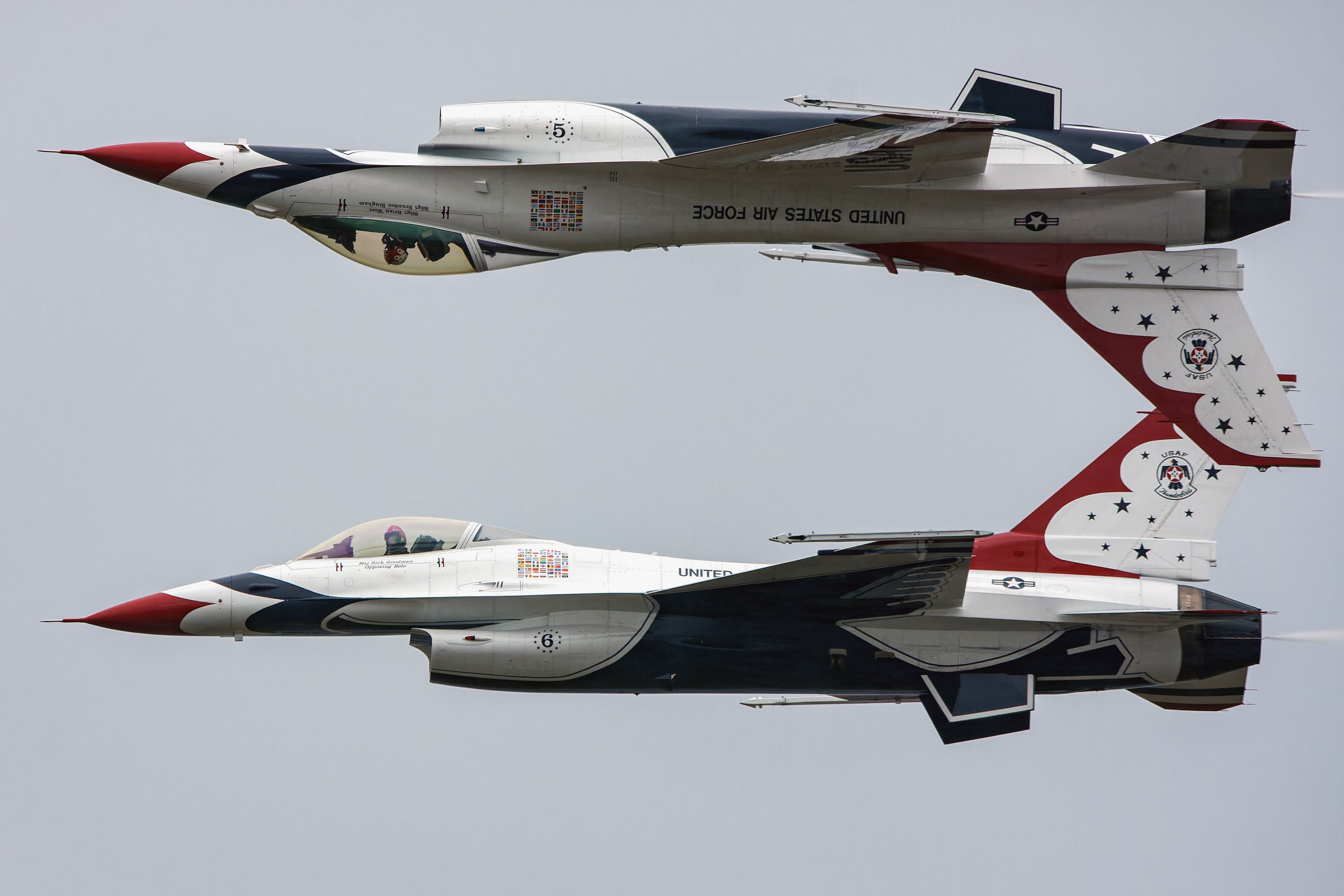
2009濱松航空祭上進行特技表演飛行的雷鳥小組

濱松基地在每年秋季都會舉辦一次航空祭，名稱為「濱松航空祭○○○○」（エア・フェスタ浜松○○○○）。除了藍色衝擊波的特技表演外，還將進行航空自衛隊飛機、陸上自衛隊直升機和美軍飛機的地面展示或各種表演飛行等活動。免費入場。
1982年11月14日的航空祭上，藍色衝擊波的1架T-2表演機在進行「向下空中開花」表演時墜毀（太慢從俯衝改平飛導致墜地），造成1名飛行員死亡、附近12名居民受傷。從此以後，濱松基地的航展上徹底禁止了「翻跟斗」和「倒飛」特技，只允許進行被稱為「濱松特技」的平飛特技。在表演隊換裝為T-4後，濱松特技之規定仍沿用，但在1999年11月14日的航空祭上，破例允許進行「翻跟斗」和「倒飛」，並進行了18年來第一次此類特技表演。
另外在每年夏天，基地也都會舉辦「濱松基地納涼祭」（浜松基地 納涼の夕べ）。活動當天，基地南部部份區域將向公眾開放，並將舉辦盆舞等活動，促進與當地居民的互動。入場及參與活動同樣都是免費。
美國空軍雷鳥飛行表演隊原定於2004年10月在航空祭上進行特技表演，但由於天氣惡劣，飛行表演活動中止。直到5年後的2009年10月17日，雷鳥表演隊再次來訪並進行了特技表演，吸引了約12萬名觀眾入場。
藍色衝擊波表演隊有時也會造訪濱松基地，參加除航展以外的其他活動。這是因為以宮城縣松島基地為大本營的藍色衝擊波機隊，在部署到外地或從外地返回松島時，都會在濱松基地停留加油。在此期間，有機會能夠看到藍色衝擊波編隊起降的畫面。但也有發生過因為濱松基地天氣惡劣，機隊改從石川縣小松基地返回松島的情況。

## 登場作品

### 紀錄片節目
- 『貼身118天！邁向戰鬥機飛行員之路－男子漢們爭取飛行翼章的奮鬥（日语：密着118日!戦闘機パイロットへの道 ウイングマークにかける男たちの闘い）』（2008年4月26日，BS東視）

### 電影
『BEST GUY』（1990年12月15日，東映） - 織田裕二主演
本片有部份場景在濱松基地取材，劇中濱松基地亦有登場。
『今日我等亦在長空』（1964年2月29日，東寶） - 三橋達也主演
本片拍攝時藍色衝擊波表演隊以濱松基地為駐地，曾為本片跨刀協助。
『首都消失』（1987年1月17日，東寶） - 渡瀨恆彥主演
本片曾於濱松救難隊停機坪攝影。

### 連續劇
『飛翔公關室』（2013年4月～6月，TBS電視台） - 綾野剛、新垣結衣主演
本劇有部份場景在濱松基地攝影，劇中濱松基地、第31教育飛行隊亦有登場。第31飛行隊另有T-4五機編隊飛越濱名湖的特寫鏡頭。

## 外部連結
- 航空自衛隊浜松基地 （页面存档备份，存于）
- 航空自衛隊浜松広報館 （页面存档备份，存于）
- 航空自衛隊 浜松基地（@JASDFhamamatsu） （页面存档备份，存于） - X（原twitter）
- 航空自衛隊浜松広報館エアーパーク（@jasdf_airpark） （页面存档备份，存于） - X（原twitter）